# Baatarkhuyagiin Otgonbold
Baatarkhuyagiin Otgonbold, född 20 december 1996, är en mongolisk bågskytt. Han deltog vid olympiska sommarspelen 2020.